# Parc national de Prielbroussié
Le parc national de Prielbroussié (en russe : Приэльбрусье (национальный парк)) ou parc national du mont Elbrouz est un parc national situé autour de l'Elbrouz (5 642 m), le point culminant de l'Europe. L'isolement relatif des profondes vallées qui l'entourent ont permis l'apparition d'une importante biodiversité et un haut niveau d'endémisme. Le parc national est situé dans la partie centrale du Caucase. Il est l'un des 22 parcs nationaux du Caucase, tout pays confondus, qui couvrent 1,8 % de la superficie de la région. Il est situé dans le raïon d'Elbrouz et le raïon Zolski, au sud-ouest de la république de Kabardino-Balkarie, en Russie.

## Topographie

Carte topographique de l'Elbrouz et de ses environs

Le territoire du parc national de Prielbroussié se trouve au nord du massif du Caucase, à des altitudes allant de 1 400 à 5 642 mètres. Le relief comprend des sommets et des crêtes, des glaciers, des coulées de lave, des bassins lacustres et, à des altitudes inférieures, un système de vallées fluviales boisées. Le mont Elbrouz est situé à la limite occidentale du parc national, à la frontière avec la République de Karatchaïévo-Tcherkessie. La source de la rivière Malka se forme dans les glaciers de l'Elbrouz et à travers un plateau sous la source glaciaire qui coule vers le nord et l'est. La rivière Baksan coule depuis les montagnes en direction de l'est, dans le secteur sud du parc. Le parc est délimité au sud par la frontière avec la Géorgie. Environ 155 km2, soit 15,3 % du territoire du parc national est recouvert par des glaciers où des neiges éternelles.

## Écorégion et climat
Le parc national de Prielbroussié est situé dans l'écorégion du Caucase, l'une des écorégions les plus riches au monde en matière de biodiversité. Cette diversité est due à la rencontre de plusieurs zones écologiques et à l'importante variation d'altitude.
En raison de son altitude, le Prielbroussié a un climat arctique (ET selon la classification de Köppen). Cela signifie que climat local possède au moins un mois où la température moyenne est assez élevée pour faire fondre de la neige (supérieure à 0 °C), mais que la température mensuelle moyenne ne dépasse jamais les 10 °C. Les températures constatées dans le parc montrent des variations extrêmes en raison des importantes variations d'altitude.

## Faune et flore
La faune et la flore du parc national varient en fonction de l'altitude. Dans les vallées et les zones les moins élevées, les forêts de conifères (principalement de pins) sont fréquentes. Au niveau du sol, la végétation est un mélange de genièvre, d'agropyre et de rose sauvage. Dans les zones plus humides, le sous-étage forestier comprend des buissons de framboises sauvages, de groseilles et de cassis. Au-dessus, dans la zone sous-alpine, se trouve une fine ceinture d'arbres à feuilles larges et d'arbustes. En continuant à progresser en altitude, on trouve des prairies alpines et enfin la neige, des rochers et de la glace aux plus hauts niveaux.
Les mammifères forestiers les plus communs sont les loups des steppes, le chacal européen (en), le renard roux, le lynx du Caucase, le sanglier et l'ours brun de Syrie.

## Tourisme
Le parc national de Prielbroussié est un centre de sports d'hiver - le ski, la randonnée et l'escalade. Le parc permet également le camping, des tours en véhicules tout-terrains et des éco-tours. Le tourisme, qu'il soit le fait de Russes ou de visiteurs étrangers, est encouragé et il existe des installations à l'intérieur du parc pour les accueillir. Six villages se trouvent sur le territoire du parc. Ce dernier est accessible depuis la ville de Naltchik, distante de 90 km.

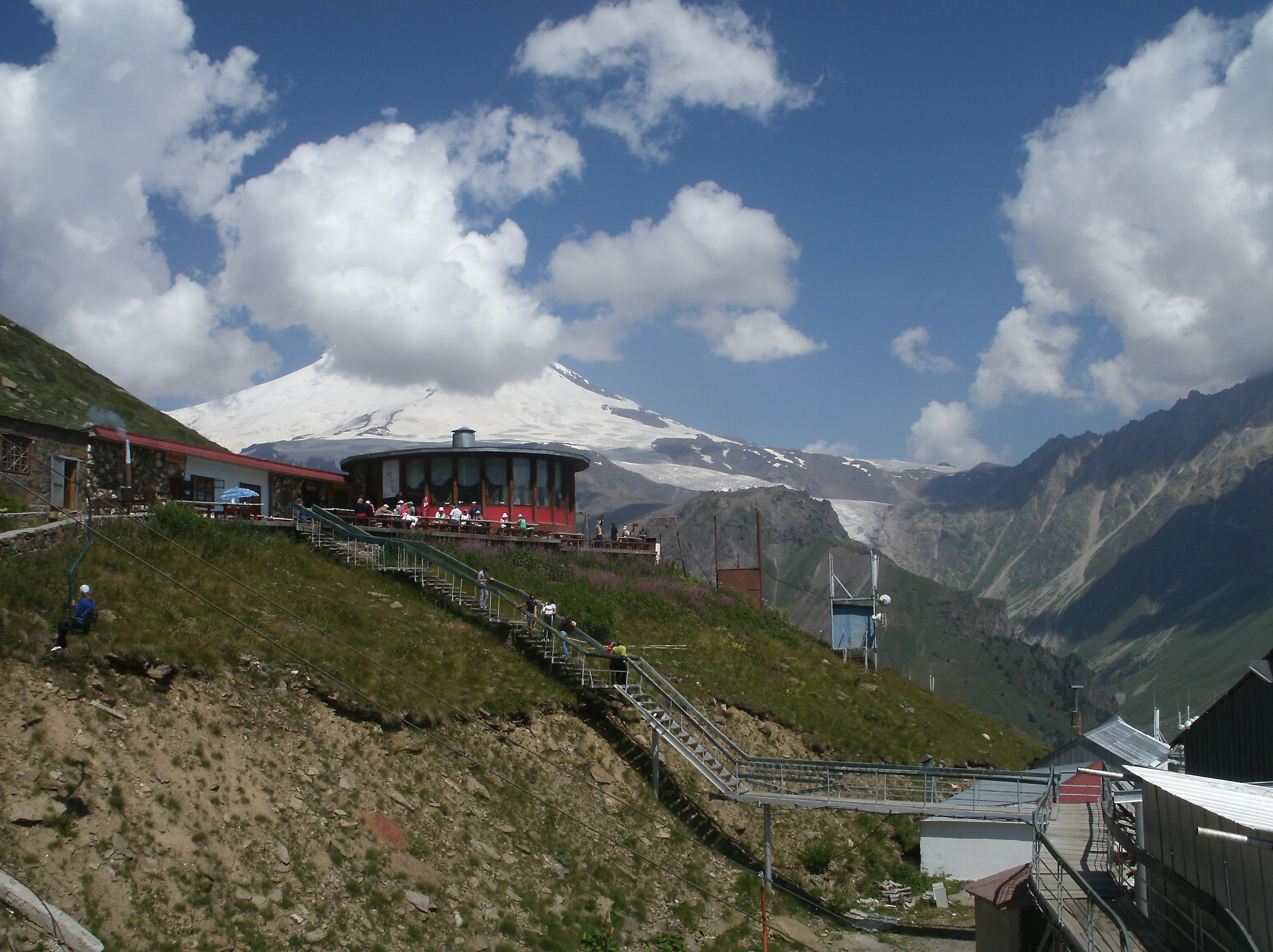
Panorama sur le mont Elbrouz, au-dessus de la vallée de la Baksan
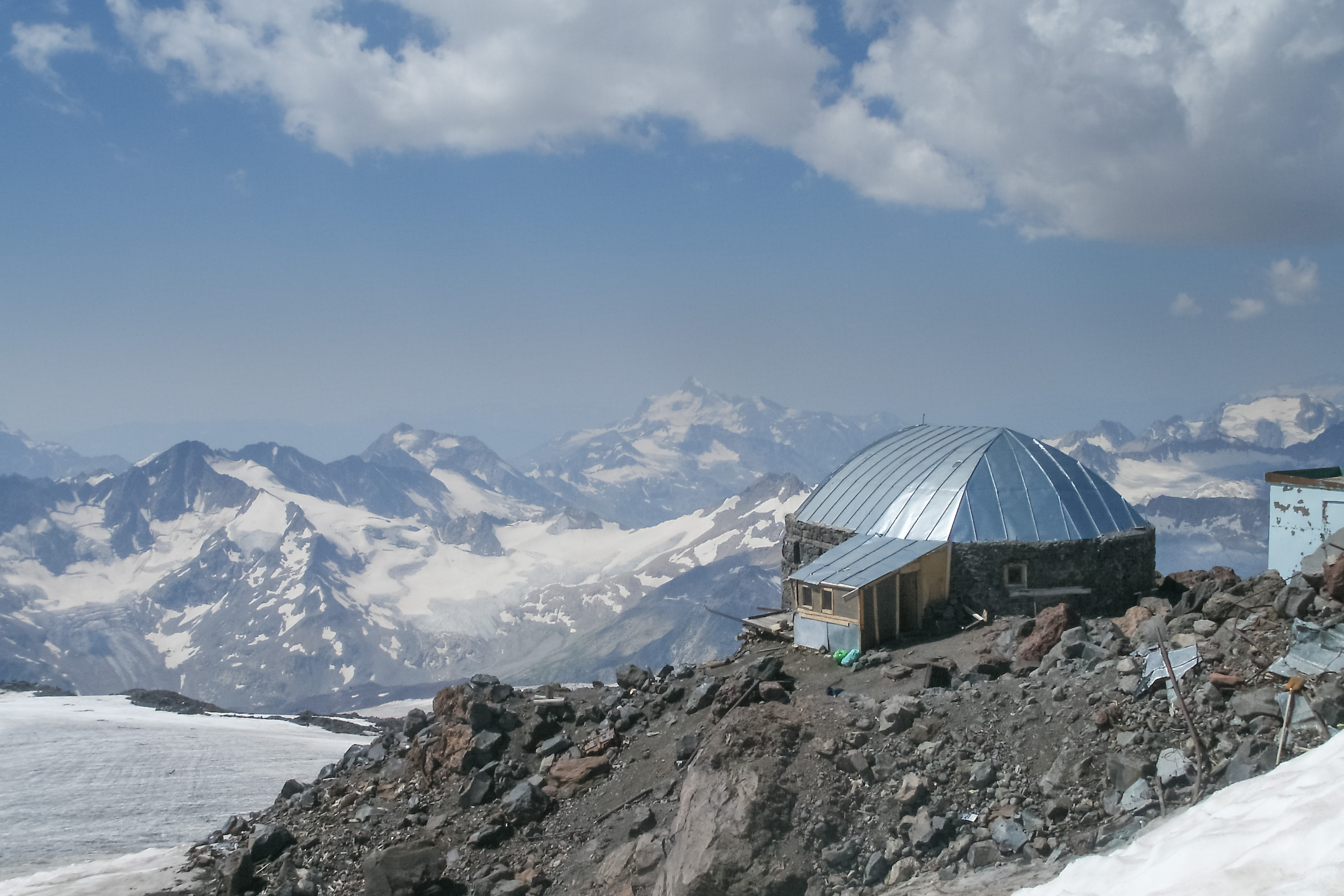
Le refuge Diesel sur le mont Elbrouz
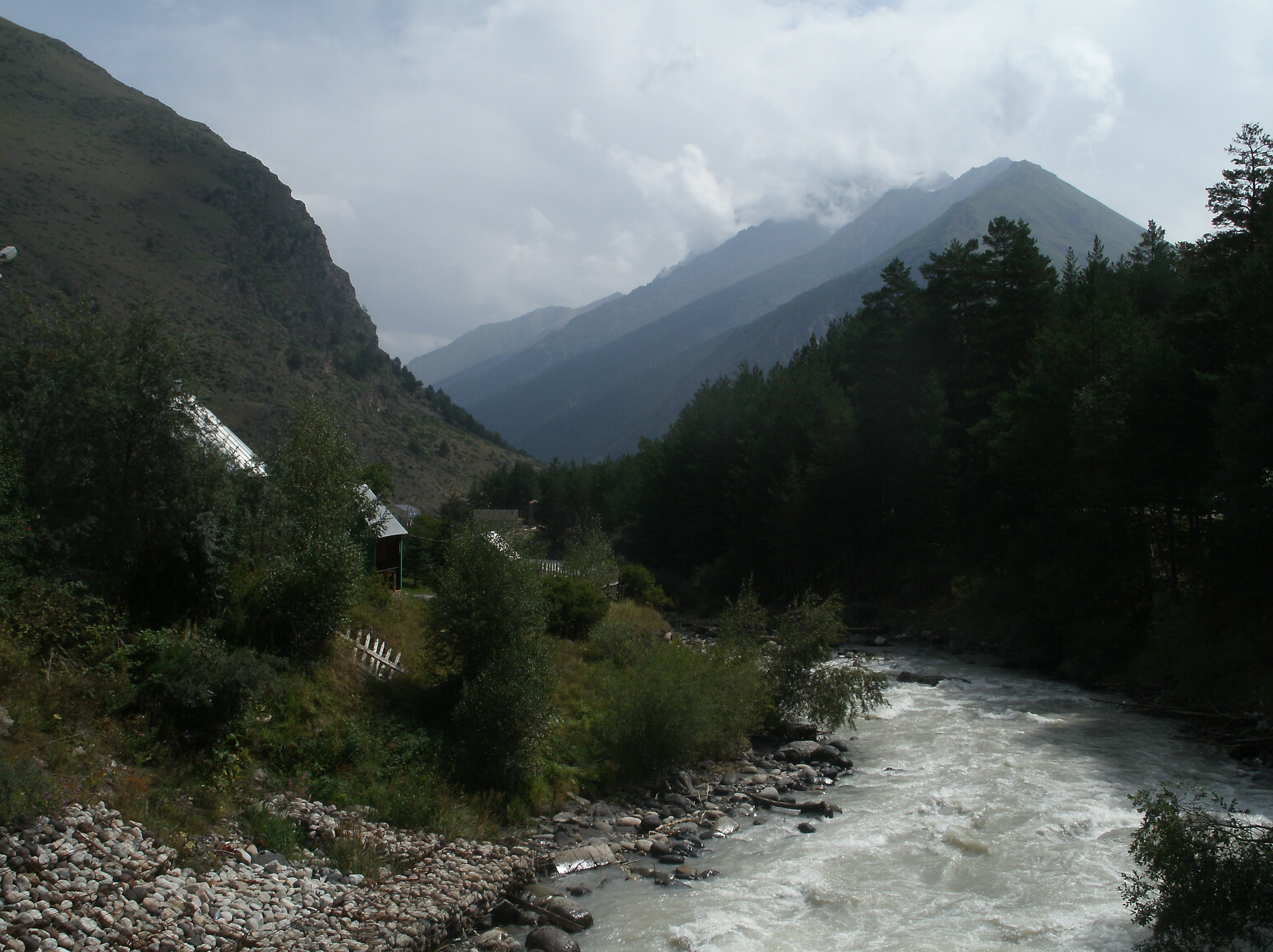
La vallée de la Baksan
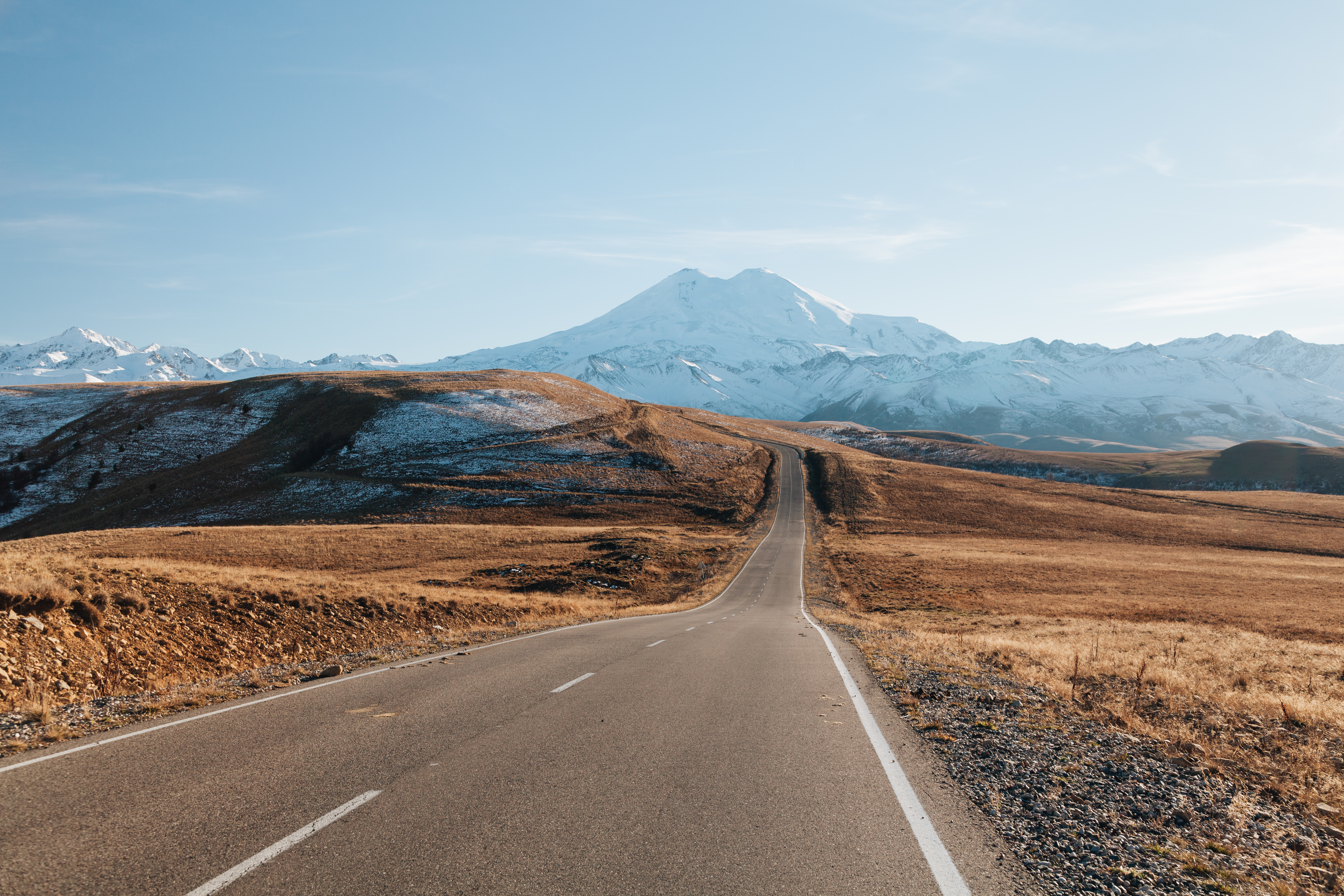
Route vers les monts du Caucase dans le parc national. Octobre 2018.